# آن‌سوی رودخانه (فیلم ۱۹۸۲)
آن‌سوی رودخانه (به هندی: Nadiya Ke Paar) و (به انگلیسی: Across The River) فیلمی هندی محصول سال ۱۹۸۲ و به کارگردانی گویند مونیس است. در این فیلم بازیگرانی همچون ساچین، سادهانا سینگ و لیلا میشارا ایفای نقش کرده‌اند.